# Zawada (Szydłowo)
Zawada (deutsch Springberg) ist ein Dorf in der Landgemeinde (Gmina) Szydłowo (Groß Wittenberg) im Powiat Pilski (Schneidemühler Kreis) der polnischen Woiwodschaft Großpolen.

## Geographische Lage
Das Dorf liegt etwa 15 Kilometer südöstlich von Deutsch Krone (Wałcz),  acht Kilometer nordwestlich von Schneidemühl und fünf Kilometer nordnordwestlich von Lebehnke (Stara Łubianka).

## Geschichte

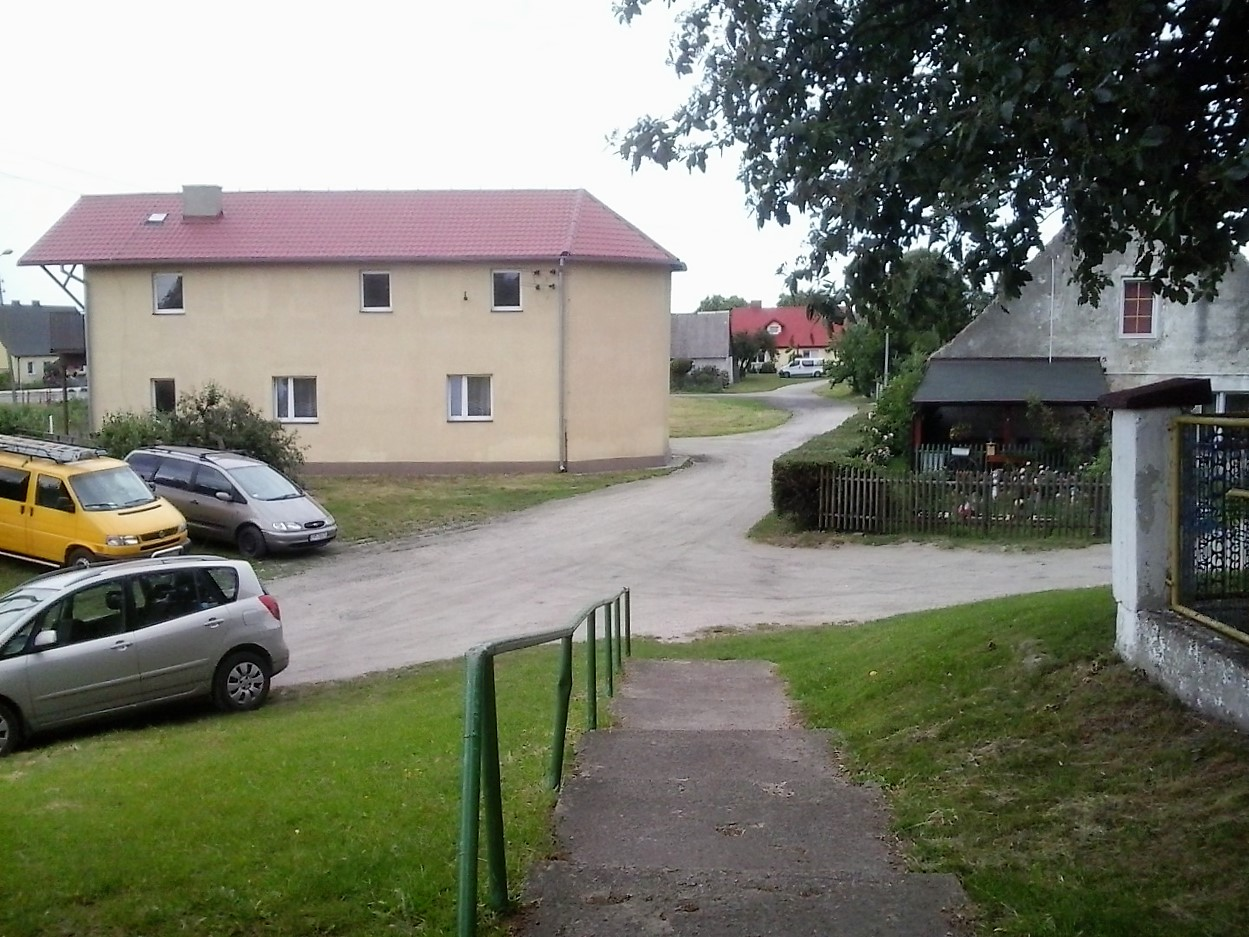
Häuser im Dorf (Juni 2019)

Die Grenzregion des Netzedistrikts, in der das Dorf liegt, hatte ursprünglich zum Herzogtum Pommern gehört, war vorübergehend unter polnische Herrschaft gelangt und dann an die Markgrafen von Brandenburg gekommen. Im Rahmen der Ersten Teilung Polen-Litauens kam das Dorf 1772 zusammen mit dem Landkreis Deutsch Krone an Preußen.
Der Ort kam 1448 als Skaczna vor und hieß im 17. Jahrhundert Springberg, neupolnisch Skocznagóra (wörtliche Übersetzung).
Die Gemeinde Springberg hatte um 1930 eine 12,8 km² große Gemarkungsfläche, und auf dem Gemeindegebiet, in dem Springberg der einzige Wohnplatz war, standen 72 bewohnte Wohnhäuser.
Im Jahr 1945 gehörte Springberg zum Landkreis Deutsch Krone im Regierungsbezirk Grenzmark Posen-Westpreußen der preußischen Provinz Pommern des Deutschen Reichs. Springberg war dem Amtsbezirk Lebehnke zugeordnet.
Im Februar 1945 wurde Springberg von der Roten Armee besetzt. Nach Beendigung der Kampfhandlungen wurde die Region seitens der sowjetischen Besatzungsmacht zusammen mit ganz Hinterpommern und der südlichen Hälfte Ostpreußens – militärische Sperrgebiete ausgenommen – der Volksrepublik Polen zur Verwaltung überlassen. Es wanderten nun Polen zu. Springberg wurde unter der polnischen Ortsbezeichnung „Zawada“ verwaltet. Die einheimische Bevölkerung wurde von der polnischen Administration aus Springberg vertrieben.

### Demographie
| Jahr | Einwohner | Anmerkungen |
| ---- | --------- | --- |
| 1783 | –         | königliches Dorf nebst einer katholischen Filialkirche von Schneidemühl, 38 Feuerstellen (Haushaltungen), im Netzedistrikt, Kreis Krone |
| 1818 | 236       | königliches Dorf, Amt Lebehnke |
| 1864 | 407       | darunter 340 Evangelische und 64 Katholiken                                                                                             |
| 1910 | 431       | am 1. Dezember, davon 372 Evangelische und 59 Katholiken                                                                                |
| 1925 | 413       | darunter 359 Evangelische und 54 Katholiken                                                                                             |
| 1933 | 434       | [ 7 ] |
| 1939 | 356       | [ 7 ] |

## Kirche
Die Protestanten der bis 1945 anwesenden Dorfbevölkerung gehörten zum Kirchspiel Lebehnke. In Springberg war 1815 eine in Ziegelfachwerk ausgeführte evangelische Kirche errichtet worden.